# Gretna (Florida)
Gretna è una città degli Stati Uniti d'America situata in Florida, nella Contea di Gadsden.